# Дяченко Микола Миколайович
Мико́ла Микола́йович Дяче́нко (28 вересня 1992, м. Бахмут, Донецька область, нині Україна — 20 червня 2022, біля Новомихайлівки, Донецька область, Україна) — український військовослужбовець, сержант Збройних сил України, учасник російсько-української війни. Почесний громадянин міста Тернополя (2022, посмертно).

## Життєпис
Служив у 54-й окремій механізованій бригаді, командир 3-го розвідувального відділення-командир машини розвідувального взводу мотопіхотного батальйону 54-ї бригади.
Брав участь у боях під Донецьком, Мар'їнкою і Золотим. Загинув 20 червня 2022 року біля населеного пункту Новомихайлівка, що на Донеччині. Похований 25 червня 2022 року на Микулинецькому цвинтарі м. Тернополя.
Залишилися дружина та донька, які з початком повномасштабного російського вторгнення переїхали до Тернополя.

## Нагороди
- Орден «За мужність» III ступеня (18 липня 2023, посмертно) — за особисту мужність, виявлену у захисті державного суверенітету та територіальної цілісності України, самовіддане виконання військового обов'язку[1]
- почесний громадянин міста Тернополя (22 серпня 2022, посмертно)[2].